# São Nicolau Tolentino
São Nicolau Tolentino es una freguesia caboverdiana del municipio de São Domingos.

## Geografía
La freguesia abarca parte de la isla de Santiago.

## Organización territorial
La freguesia contaba en 2010 con 8801 habitantes distribuidos en las entidades de población de:

### Ciudad
- Várzea da Igreja (São Domingos)

### Localidades
- Achada Loura (parcial)
- Achada Mitra
- Água de Gato
- Banana
- Chaminé
- Dacabalaio
- Fontes Almeida
- Gudim
- Lagoa
- Mato Afonso
- Mendes Faleiro Cabral
- Mendes Faleiro Rendeiro
- Nora
- Pó de Saco
- Ribeirão Chiqueiro
- Ribeirão de Cal
- Rui Vaz
- Veneza